# Анапа (линейный корабль, 1807)
«Анапа» — парусный 74-пушечный линейный корабль Черноморского флота Российской империи.

## Описание корабля
Один из одиннадцати парусных линейных кораблей одноимённого типа, строившихся в Николаеве и Херсоне с 1806 по 1818 год. Длина корабля составляла 54,9 метра, ширина по сведениям из различных источников от 14,5 до 14,7 метра, а осадка от 6,6 до 6,8 метра. Артиллерийское вооружение корабля состояло из 74 орудий.
Корабль был назван в честь взятия 29 апреля (11 мая) 1807 года турецкой крепости Анапа русской эскадрой и был первым из двух парусных линейных кораблей российского флота, носивших это имя. Второй корабль был построен в 1829 году и назван в честь взятия Анапы эскадрой адмирала А. С. Грейга 12 (24) июня 1828 года. Также в составе флота несла службу одноимённая парусно-винтовая шхуна 1850 года постройки.

## История службы
Корабль «Анапа» был заложен в Херсоне и после спуска на воду в 1808 году перешёл в Севастополь.
Принимал участие в русско-турецкой войне. 
С 9 по 26 октября 1809 в составе отряда выходил в крейсерство к Варне для усиления отряда С. И. Стулли и поиска турецкого флота. Прибыв 16 октября к Варне, они не обнаружили ни турок, ни первого отряда и 26 октября возвратились в Севастополь.
30 июня «Анапа» в составе эскадры контр-адмирала А. А. Сарычева вышла из Севастополя к Синопу, Самсуну и Варне для поиска турецкого флота. Не обнаружив противника и получив повреждения во время шторма, суда эскадры 26 июля вернулись в Севастополь. 9 августа эскадра вышла к болгарским берегам, подошла к Варне, но не решилась атаковать крепость без поддержки сухопутных войск и 17 августа ушла от Варны. Обнаружив в море турецкий флот, суда эскадры пошли на сближение, но турки, избегая боя, начали отходить и ночью им удалось уйти. 26 августа эскадра вернулась в Севастополь. 6 октября, приняв на борт десант, суда эскадры вышли из Севастополя к Трапезунду и 11 октября подошли к крепости. Эскадра бомбардировала береговые батареи и высадили десант. Но 17 октября ввиду численного превосходства противника десант пришлось снять с берега, корабли эскадры ушли от Трапезунда и 30 октября вернулись в Севастополь.
С 27 июня по 15 августа 1811 года в составе эскадры вице-адмирала P. P. Галла «Анапа» выходила в крейсерство в район Варна к мысу Калиакра. 19 июля в составе отряда капитана 1 ранга М. Т. Быченского корабль «Анапа», вместе с линейным кораблем «Мария» и бомбардирским кораблем «Евлампий», отделились от эскадры и к 24 июля подошели к Пендераклии, где стояли турецкие 40-пушечный фрегат «Магубей-Субхан» и 20-пушечный корвет «Шагин-Гирей». При появлении русских судов турки спустили флаги и сдались без боя. 31 июля отряд отправился к мысу Калиакра, конвоируя пленные суда, где присоединился к эскадре.
В 1812 года находился на Севастопольском рейде для обучения экипажа. В 1816 году принимал участие в практическом плавании.
В 1827 году корабль «Анапа» переоборудован в блокшив.

## Командиры корабля
Командирами корабля в разное время служили:
- К. Ю. Патаниоти (1808—1809 годы).
- С. И. Стулли (1810—1816 годы).